# Treblinka (Polônia)
Treblinka é uma pequena cidade na província de Mazowieckie, na Polônia. Em 1984 tinha 330 habitantes. 
Durante a Segunda Guerra Mundial, os Nazistas organizaram um campo de extermínio, também denominado Treblinka, nos arredores da cidade; estima-se o número de pessoas mortas nesse campo entre 700.000 e 1.400.000.

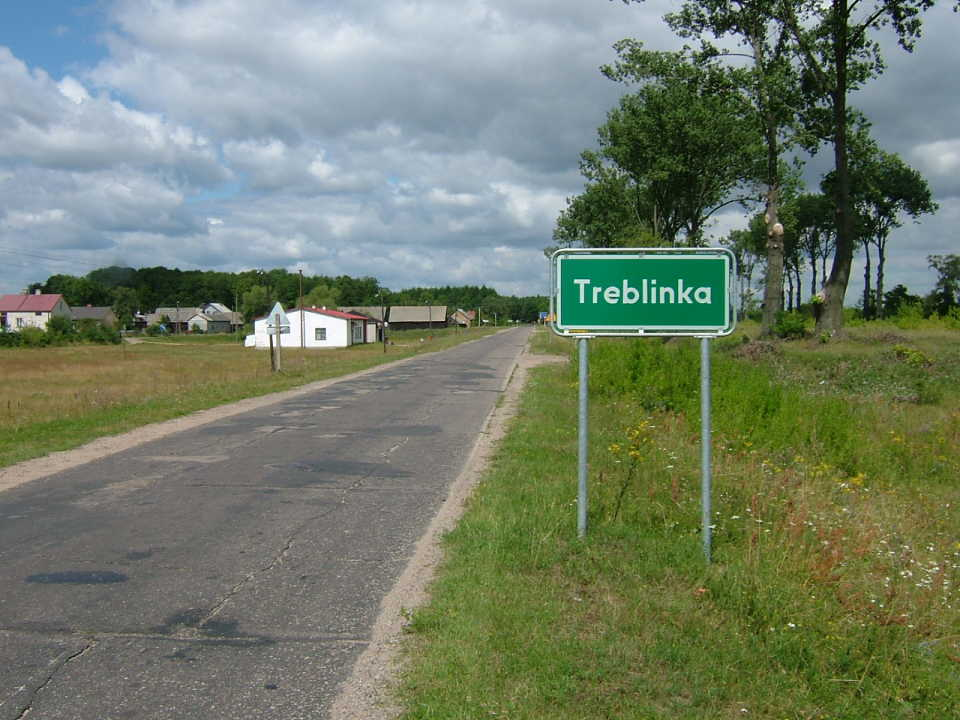
Aldeia de Treblinka, olhando para o norte para Małkinia